# Phenomena (Musikprojekt)
Phenomena ist ein multimediales Rockmusikprojekt der Musikproduzenten Tom Galley und Wilfried F. Rimensberger. Es wurde ursprünglich als Heavy-Metal-Projekt mit Musikern um die frühere Rockband Trapeze gestartet und von Gerry Brons Bronze Records unter Vertrag genommen. Mit Rimensberger als Co-Produzent (Musik) und Projektleiter wurde das Multimedien-Rockkonzept mit wechselndem Star-Lineup entwickelt und ein weltweiter Plattenvertrag mit BMG-International-Chef Heinz Henn unterschrieben. Ein Trailer zum Film als Video zum Nr.-1-Hit „Did It All for Love“ wurde ebenfalls gedreht. Zwischen 1985 und 2006 sind bisher 4 Alben und ein Boxset veröffentlicht worden. 2010 und 2012 erschienen zwei weitere Alben.

## Geschichte
Das 1983 von Mel und Tom Galley gegründete Heavy-Metal-Projekt Phenomena wurde von Bronze Records während der Produktionsarbeiten zu den ersten Aufnahmen mit Wilfried Rimensberger verknüpft, der gerade das Metal-Hammer-Magazin in London aufbaute. Rimensberger entwickelte das Musikprojekt involvierte bekannte Musiker wie Brian May (Queen), John Wetton, Ray Gillen, Glenn Hughes und Scott Gorham (Thin Lizzy). Er sicherte dem Projekt einen weltweiten Plattenvertrag bei BMG-RCA und einen Verlagsvertrag.
Nach dem Erfolg von Phenomena II: Dream Runner entwickelte Rimensberger die zum Projekt gehörende Filmidee von Tom Galley zu einem internationalen Kinofilmprojekt mit Raymond Homer als Executive Producer, Antony Furst (Batman) als Set Designer und Schauspielern wie Sean Connery und Emily Lloyd in Hauptrollen. Gleichzeitig wurde Rimensberger Berater von MTV Europe, welches gerade von London her versuchte, Musikfernsehen auch in Europa einzuführen und dabei auf Schwierigkeiten stieß, Zugang zu den entsprechenden Kabelnetzen zu bekommen.
Gleichzeitig verbrachte Tom Galley die Zeit in den Puck Studios, um Phenomena III aufzunehmen. Dabei kam es zu Meinungsverschiedenheiten zwischen ihm und Rimensberger, der die Texte der neuen Songs als schwach monierte und im Einklang mit der Plattenfirma einen härteren Sound forderte. In der Folge verweigerte RCA-International-Chef Heinz Henn die Abnahme der Aufnahmen und schlussendlich die Veröffentlichung der Platte.
Das Filmprojekt geriet ebenfalls in Schwierigkeiten. Wenige Wochen vor Drehbeginn kollabierte das Finanzierungspaket von Raymond Homer und damit auch die Produktion des Phenomena-Films. Ohne Rimensberger zu informieren, verkaufte Tom Galley die Veröffentlichungsrechte an Phenomena III und versuchte jahrelang alleine, für das inzwischen aufgenommene Phenomena-IV-Material wieder einen Vertriebsvertrag zu finden. Das Album wurde 2006 unter Tom Galleys „Phenomena“ Psychfantasy gleichzeitig mit einem Boxed Set der ersten drei Alben veröffentlicht. Tom Galley und Rimensberger, der seine Rechte an Phenomena behalten hatte, einigten sich 2008 in London darauf, Phenomena wieder als gemeinsames Projekt fortzuführen, wobei Rimensberger die Gesamtleitung als Gesamtprojektproduzent innehat. Demos zu Phenomena V sind bereits aufgenommen und unter der Bezeichnung Tom Galley the Creator of Phenomena wurde im September 2010 das Album Blind Faith veröffentlicht, das ursprünglich als Tom Galley's Psychofantasy II auf den Markt kommen sollte. Das Album kam mit einer durchschnittlichen Bewertung von 8/10 bei den Kritikern sehr gut an, wurde aber wegen der für Phenomena typischen, hier aber fehlenden Konzeptstory mehrfach kritisiert. In der Folgezeit wurde geplant, das erste wirkliche Konzeptalbum zu produzieren, das dem Klassiker DreamRunner nachempfunden sein soll, allerdings mit einer anderen Geschichte. Zu den neuen Aufnahmen wurden einige der früheren Superstars, aber auch neue internationale Künstler verpflichtet. Ein Veröffentlichungstermin wurde nicht bekanntgegeben. Auch ein Kinofilm, ein Phenomena-Musical und ein Videospiel waren vorgesehen.
Die Projekthomepage war im März 2016 nicht mehr erreichbar, der Status des Projekts ist unklar.

## Diskografie und Mitwirkende

### Studioalben
- 1985: Phenomena I „Phenomena“: Gesang: Glenn Hughes; Gitarre: Mel Galley; Bass: Neil Murray; Schlagzeug: Cozy Powell; Keyboard: Don Airey, Richard Bailey; Produzent: Tom Galley; Produktion und Konzept-Berater: Wilfried F. Rimensberger
- 1987: Phenomena II „Dream Runner“: Gesang: Ray Gillen, Glenn Hughes, John Wetton, Max Bacon; Gitarre: Kyoji Yamomoto, Mel Galley, Scott Gorham, John Thomas; Bass: Neil Murray, John Wetton; Schlagzeug: Michael Sturgis, Toshihiro Miimi; Keyboard: Leif Johansen; Produzent: Tom Galley; Projektleiter/Co-Produzent: Wilfried F. Rimensberger; Cover Design: Tim P. Davies
- 1992: Phenomena III „Innervision“: Gesang: Keith Murell; Gitarre: Mel Galley, Scott Gorham, Brian May; Schlagzeug: Michael Sturgis; Keyboard: Leif Johansen; Produzent: Tom Galley; Projektleiter/Co-Produzent: Wilfried F. Rimensberger
- 2006: „Psychofantasy“
- 2010: „Blind Faith“
- 2012: „Awakening“

### Kompilationen
- 1997: Phenomena „Project X 1985 - 1996“: "Best of..." aus allen bisher veröffentlichten Alben;